# Theodor Ippen
Theodor Ippen, właśc. Theodor Anton Max von Ippen (ur. 29 listopada 1861 w Sezemicach, zm. 31 stycznia 1935 w Wiedniu) – austriacki dyplomata i albanolog.

## Życiorys
Pochodził z rodziny żydowskiej, która dokonała konwersji na katolicyzm. Po ukończeniu szkoły średniej w Pradze studiował w Wiedniu. W latach 1897–1904 był konsulem Austro-Węgier w Szkodrze – mieście, należącym wówczas do Imperium Osmańskiego.
Jako dyplomata odbywał podróże po terytoriach dzisiejszej Albanii, stając się jednym z najbardziej znanych w Europie ekspertów od spraw albańskich. Efektem jego podróży jest kilka prac obejmujących problematykę archeologiczną, etnologiczną, ale także obrazy współczesnego Ippenowi społeczeństwa albańskiego. Pisał także o historii i problemach wyznaniowych Albanii. Jako ekspert Austro-Węgier ds. albańskich wziął udział w konferencji londyńskiej, kończącej I wojnę bałkańską.
W czasie I wojny światowej walczył na froncie włoskim, w 1917 był komendantem wojskowym w Udine. Po zakończeniu wojny podjął pracę w służbie dyplomatycznej nowo powstałego państwa austriackiego. W 1920 przez krótki okres sprawował urząd ministra spraw zagranicznych Republiki Austrii. W 1921 był członkiem międzynarodowej komisji ds. określenia zasad żeglugi na Dunaju. W 1932 przyjął z rąk króla Albanii, Zoga I Order Skanderbega – najwyższe odznaczenie, przyznawane cudzoziemcom.

## Dzieła
- 1892: Novibazar und Kossovo, wyd. Wiedeń
- 1907: Skutari und die nordalbanische Küstenebene, wyd. Sarajewo
- 1908: Die Gebirge des nordwestlichen Albanien, wyd. Wiedeń